# Cynoglossus puncticeps
Cynoglossus puncticeps es una especie de pez de la familia Cynoglossidae en el orden de los Pleuronectiformes.

## Distribución geográfica
Se encuentran desde las  costas del este de la India hasta Malasia y desde la Mar de la China Meridional hasta Filipinas, el norte de Australia y el este de Nueva Guinea.